# Green-Ramp-Unglück

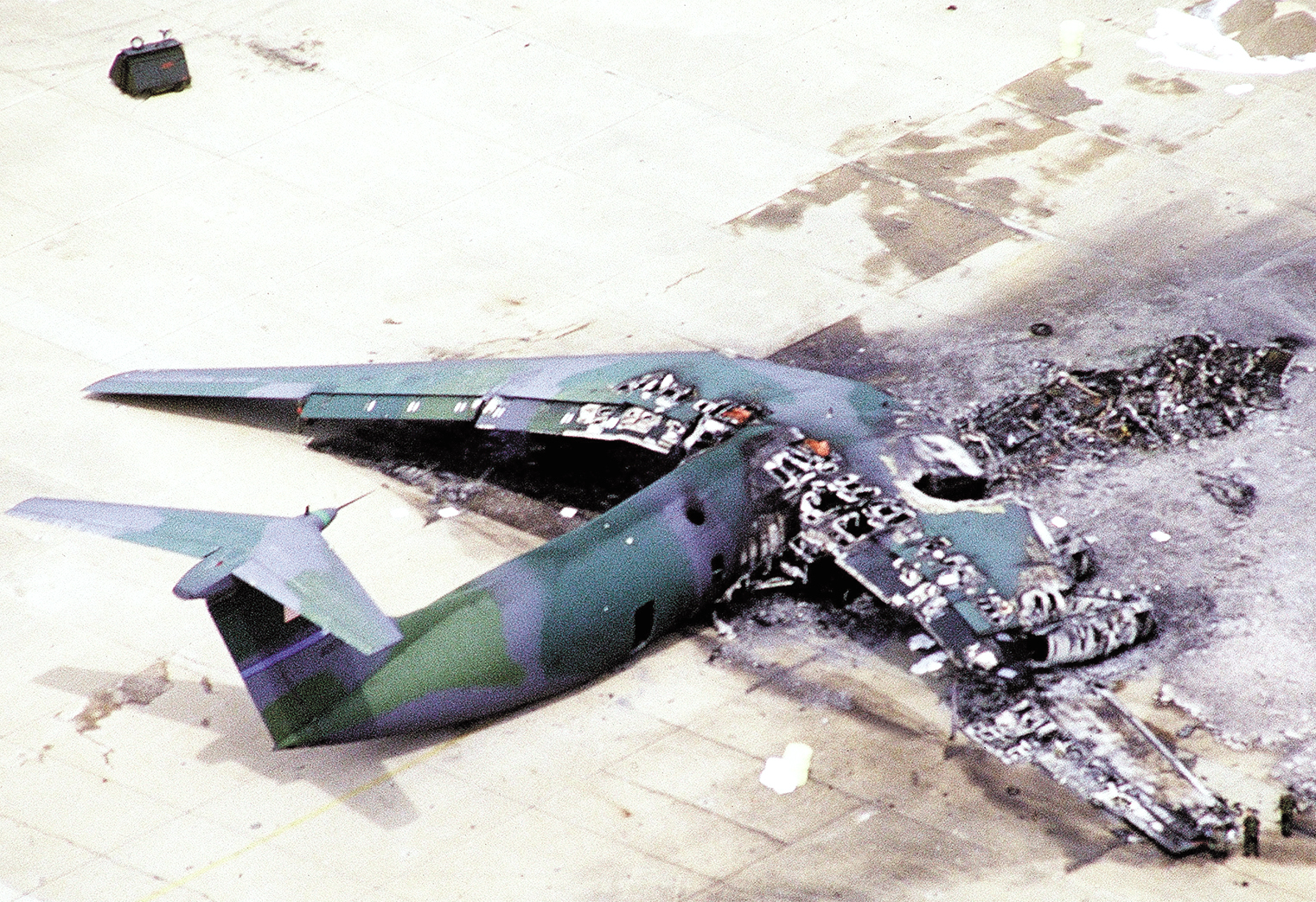
Das Wrack der C-141 einen Tag nach dem Unglück.

Der Flugunfall auf der Green Ramp am 23. März 1994 ereignete sich auf der Pope-Luftwaffenbasis in North Carolina, USA. 24 Soldaten der 82. Luftlandedivision kamen dabei ums Leben, über hundert Soldaten wurden verletzt.
Bei diesem Unglück kollidierte ein doppelsitziger F-16D-Kampfjet der US-Luftwaffe während eines Manövers mit einem Transportflugzeug des Typs C-130E. Die Piloten des Kampfflugzeugs führten gerade einen simulierten Flammabriss durch und stießen dabei mit dem Höhenruder des Transporters zusammen. Beide Flugzeuge befanden sich im Landeanflug in nur 90 Meter Höhe über dem Boden.
Die Piloten der F-16 benutzten den vollen Schub des Nachbrenners, um durchzustarten, jedoch begann das Flugzeug Teile zu verlieren, die auf die Landebahn fielen. Die Besatzung des Kampfjets rettete sich mit dem Schleudersitz. Der Jet aber flog noch in einem Bogen zur „Green Ramp“, der großen Abstellfläche am westlichen Ende der west-östlichen Landebahn, und schlug dort auf dem Boden auf. Die Besatzung der C-130 landete ohne weitere Zwischenfälle auf der von Flugzeugteilen übersäten Landebahn.
Die am Boden entlang schlitternde F-16 verfügte aber noch über genügend kinetische Energie, um den rechten Flügel einer abgestellten und aufgetankten C-141B-Transportmaschine zu zerstören. Die Besatzung der C-141 Starlifter bereitete das Flugzeug gerade auf einen Flug vor, und außer dem Absetzer (Jumpmaster) befanden sich noch keine Soldaten der U.S. Army an Bord. Der Feuerball des Brandes erfasste jedoch den Bereich, wo zahlreiche Fallschirmspringer sitzend und stehend auf ihren Einsatz warteten. 23 Soldaten starben beim Unglück. Zwei Monate nach dem Absturz konnten alle überlebenden Opfer das Krankenhaus verlassen, in den Dienst zurückkehren oder zu Hause die Genesung fortsetzen. Ein Opfer jedoch verblieb in kritischem Zustand und verstarb über neun Monate später, am 3. Januar 1995.
Die Untersuchung durch die US-Luftwaffe gab den militärischen und zivilen Fluglotsen, die für die Luftwaffenbasis zuständig waren, die Hauptschuld. Eine spätere Untersuchung nannte jedoch einen Pilotenfehler seitens der F-16-Besatzung als mittragende Ursache.